# Нейкеркервен
Нейкеркервен (нід. Nijkerkerveen) — село в нідерландській провінції Гелдерланд. Входить до муніципалітету Нейкерк, розташоване безпосередньо південніше його центру. Перша згадка про населений пункт датується 1807 роком.